# Ерік Лідделл
Ерік Генрі Лідделл (англ. Eric Henry Liddell; нар. 16 січня 1902 — пом. 21 лютого 1945) — британський легкоатлет, який спеціалізувався в бігу на короткі дистанції.

## Із життєпису
Олімпійський чемпіон-1924 з бігу на 400 метрів. Бронзовий призер Ігор-1924 у бігу на 200 метрів.
Екс-рекордсмен світу з бігу на 400 метрів.
По закінченні спортивної кар'єри працював у християнській місії в Китаї.
Останні роки життя перебував та служив у організованому японцями таборі «Вейсянь» (англ. Weixian) для інтернованих осіб на території сучасного Вейфану.
Про участь Еріка Лідделла на Іграх-1924 був знятий фільм «Вогняні колісниці», прем'єра якого відбулась у 1981 та який здобув низку престижних міжнародних нагород, включаючи перемогу у номінації «Найкращий фільм» кінопремії «Оскар».

## Основні міжнародні виступи
| Рік  | Змагання         | Місто | Місце | Дисципліна |
| ---- | ---------------- | ----- | ----- | ---------- |
| 1924 | Олімпійські ігри | Париж | 3     | 200 м      |
| 1924 | 1                | 400 м |       |            |